# ドリーム・ア・ドリーム
『ドリーム・ア・ドリーム』は宝塚歌劇団の作品。花組公演。併演は『炎』。

## 宝塚大劇場公演
形式名は「麻鳥千穂サヨナラ公演」。20場。
副題は「夢に歌うピエール」。
公演期間は1970年7月3日から7月30日まで。

### ストーリー
南フランスの別荘地で一日に起こった男女の恋愛を扱ったコメディ作品。夢ばかりみている気の弱い青年のピエールが、スペインの富豪令嬢のカルメンとの真実の愛に辿り着くまでの話を中心に物語が展開する。

### スタッフ
- 作・演出：鴨川清作
- 作曲・編曲：寺田瀧雄・中井光晴・吉崎憲治
- 音楽指揮：橋本和明
- 振付：岡正躬・喜多弘・県洋二・朱里みさを
- 装置：静間潮太郎・大橋泰弘
- 衣装：静間潮太郎
- ヘアー・デザイン：畠山順吉
- 照明：今井直次
- 小道具：上田特市
- 効果：川ノ上智洋
- 音響監督：松永浩志
- 演出補：酒井澄夫
- 演出助手：草野旦
- 制作：土田善久

### 主な出演
- ピエール：麻鳥千穂
- モーリス：甲にしき
- カルメン：竹生沙由里
- オルタンス：淡路通子
- カロリーヌ：水穂葉子
- ベルトラン：志摩美帆
- レオン：麻月鞠緒
- ジャン：郷ちぐさ
- ココ：司このみ
- シルビー：花園とよみ

## 東京宝塚劇場公演
主なスタッフに鴨川清作がいる。
公演期間は1970年9月4日から9月28日。

## 主な楽曲
- ドリーム・ア・ドリーム
- さよならタカラヅカ[1]